# Paolo Chiericotti
Paolo Chiericotti ou Paul Chiericotti, né le 1er mars 1858 à Milan et mort le 13 juin 1920 à Caracas, est un cordonnier, vendeur de volailles et militant anarchiste illégaliste italien. Il est connu pour son implication éventuelle dans l' « attentat de la rue Berthe », son action pendant la naissance de l'illégalisme, dont il est un acteur notable, et sa condamnation au procès des Trente.
Né à Milan, il rejoint la France, où il épouse Annette Soubrier, et s'intègre aux milieux anarchistes de France. À la suite de l'attentat de la rue Berthe, une attaque à la bombe visant l'un de ses anciens propriétaires avec qui il a des démêlés, Chiericotti est arrêté puis libéré, faute de preuves. Il s'intègre alors aux milieux illégalistes naissants, en côtoyant Vittorio Pini, l'un de ses principaux fondateurs, puis en rejoignant la bande à Ortiz au contact de Léon Ortiz. 
Arrêté au début de 1894, il est mis en procès pendant le procès des Trente, un procès politique visant le mouvement anarchiste, et est l'un des rares accusés à être condamné. Il est ensuite déporté au bagne où il purge sa peine de huit ans de déportation jusqu'en 1900.

## Biographie

### Jeunesse et émigration vers la France
Paolo Chiericotti naît le 1er mars 1858 à Milan,. Il rejoint le mouvement anarchiste puis Paris à ses vingt-cinq ans, en 1883,. Chiericotti y épouse Annette Soubrier deux ans plus tard, en 1885,. 

### Attentat de la rue Berthe

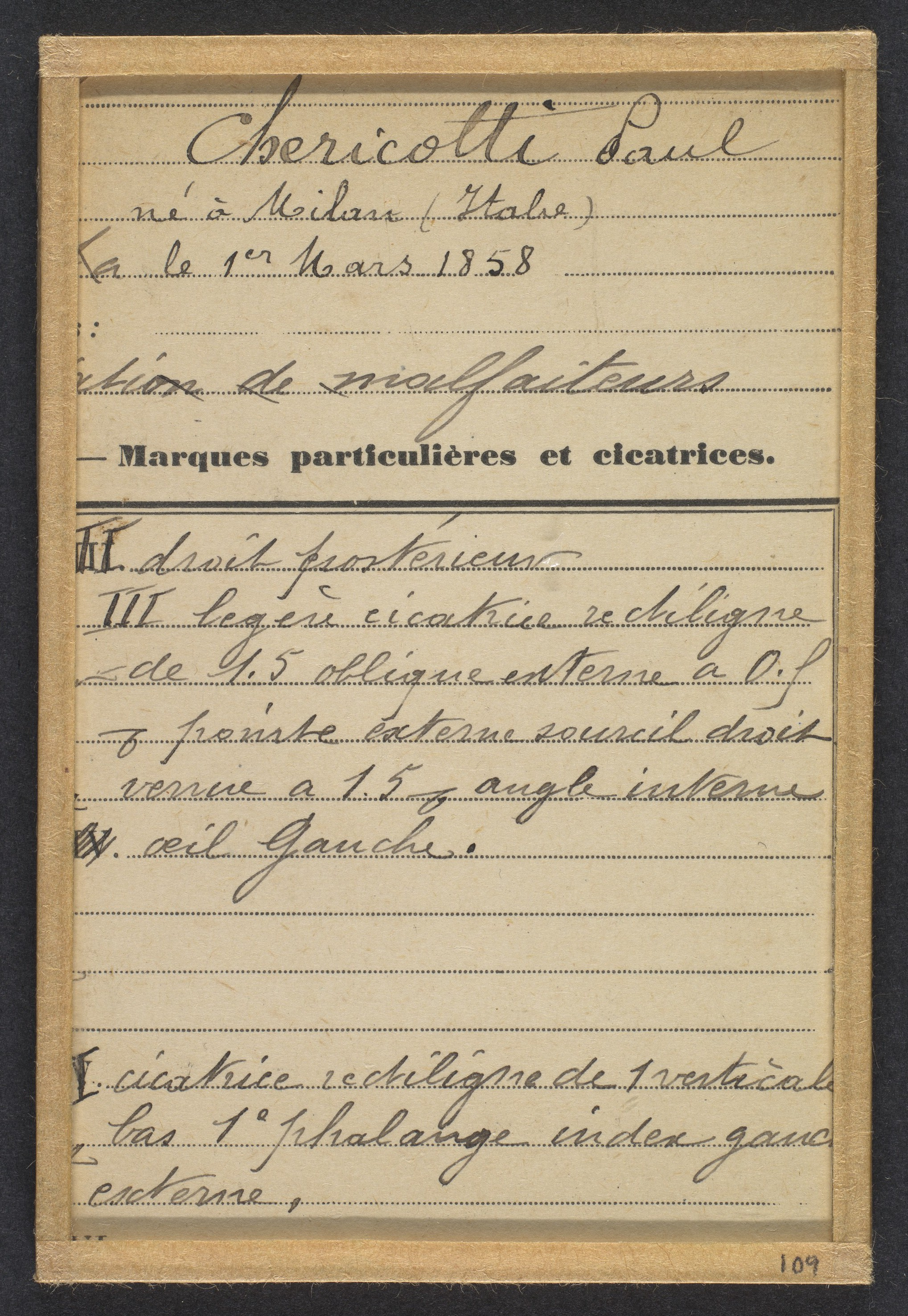
Fichier de Bertillon sur Chiericotti (1894)

Il travaille comme cordonnier avec d'autres compagnons anarchistes italiens, Constant Magnani, qui est son témoin de mariage ou un autre militant appelé Pierre Figeri et un certain Pogni,,. Ils habitent des garnis que leur loue un certain Viguier, avec qui ils ont de multiples conflits. Ils font aussi partie d'un Groupe anarchiste italien du Panthéon et de la Ligue des antipropriétaires.
Au début de l'année 1887, les cordonniers décident de cesser de payer Viguier, et, lorsque celui-ci cherche à les expulser — ou qu'ils cherchent à faire un déménagement à la cloche de bois, c'est-à-dire essaient de quitter le logement sans le prévenir et le payer,  il est frappé violemment au visage,. Les anarchistes auraient proféré des menaces de mort contre lui et il porte plainte contre eux.
Le 5 juillet 1887, deux jours après la condamnation de Pogni à quatre mois de prison à la suite de la plainte, une cartouche de dynamite est placée sous la fenêtre de la chambre du propriétaire et explose, emportant avec elle une partie de la devanture du magasin : il s'agit de l'attentat de la rue Berthe. 
Étant donné que les trois militants sont suspectés, ils sont arrêtés et perquisitionnés, la police trouve de la poudre chez l'un d'entre eux mais ils peuvent justifier de leur présence chez eux et sont donc placés en liberté provisoire.

### Illégalisme et bande à Ortiz

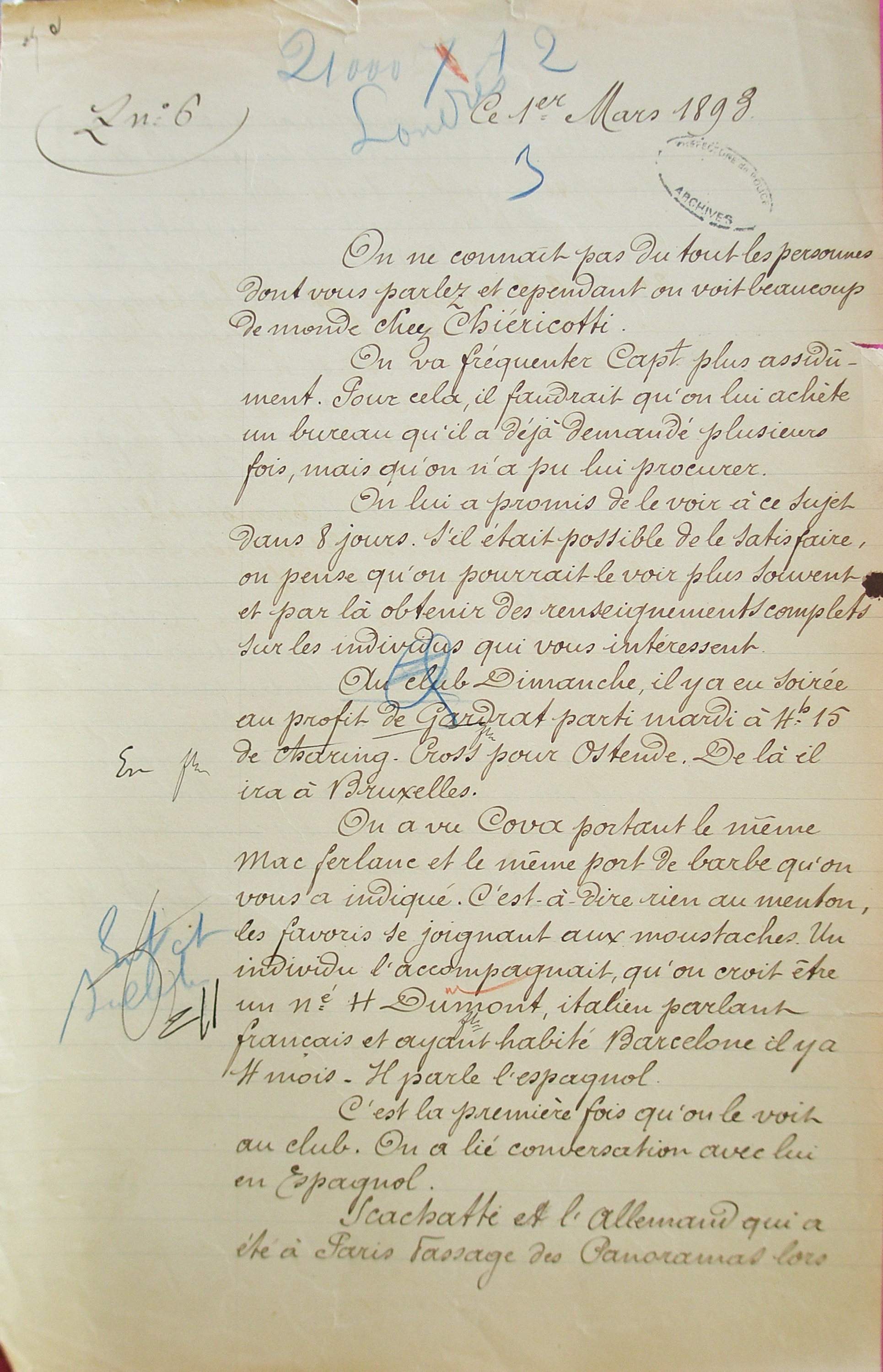
Rapport d'un informateur sur Paul Chiericotti - Archives de la Préfecture de police de Paris (Ba 1508) ; courtoisie dArchives anarchistes

À la suite de sa remise en liberté, Chiericotti établit des liens avec Vittorio Pini, fondateur de l'illégalisme,. Il devient vendeur de volailles pendant cette période,.
Le 29 mars 1892, il est visé par un arrêté d'expulsion, mais celui-ci ne peut lui être transmis, car il est à Londres — où il est probablement rejoint par Soubrier et leur enfant. Il revient en France sous la fausse identité de « Paul Laurent » et rejoint Léon Ortiz et la bande à Ortiz,. Selon l'historien Rolf Dupuy, il est probable qu'il participe aux cambriolages que la bande effectue :
- le 13 août 1892 à Abbeville (Somme)
- le 7 janvier 1893 à Fiquefleur (Eure)
- le 29 janvier 1893 à Nogent-les-Vierges (Oise)
- en juillet 1893, rue de Longchamp à Paris.

En octobre 1893, Chiericotti s'installe avec d'autres membres de la bande, Annette Soubrier, Maria Zanini, Orsini Bertani, Victorine Belloti et son fils Louis, au 1er boulevard Brune,. Il est arrêté le 27 mars 1894 alors qu'il va voir sa compagne,.

### Procès des Trente
Il est alors mis en procès pendant le procès des Trente, visant trente figures de l'anarchisme en France destinées à être condamnées dans un procès politique après l'assassinat de Sadi Carnot par Sante Caserio. Les autorités mêlent les illégalistes de la bande à Ortiz à des théoriciens de l'anarchisme. Les deux sont accusés d'avoir « fait partie d’un groupe secret d’action ayant son siège à Londres et qui avait pour but le cambriolage sur le continent », selon les historiens Guillaume Davranche et Dominique Petit.
Contrairement aux attentes, les jurés acquittent presque tous les accusés, à l'exception d'Ortiz, qui reçoit la plus grande peine (15 ans de déportation au bagne) et de quelques autres, dont Chiericotti, qui est condamné à huit ans de déportation au bagne,. 

### Déportation et dernières années
L'anarchiste est déporté au bagne des Îles du Salut, où il rencontre Auguste Courtois et lui fait des chaussures avec un vieux hamac. Il reçoit une grâce d'un an en 1900 et est relégué en 1901,. 
Il meurt le 13 juin 1920 à la paroisse San Juan de Caracas, capitale du Venezuela sous le nom de « Pablo Chiericotti ». Il ne reçoit pas les sacrements religieux et est marié lors de sa mort. 

## Postérité

### Photographies policières
Ses photographies policières font partie des collections du Metropolitan Museum of Art (MET).